# The Re-Creation of Brian Kent
The Re-Creation of Brian Kent è un film muto del 1925 diretto da Sam Wood. La sceneggiatura si basa sull'omonimo romanzo di Harold Bell Wright pubblicato a Chicago nel 1919. Prodotto da Sol Lesser, aveva come interpreti Kenneth Harlan, Helene Chadwick, Mary Carr, Zasu Pitts, Rosemary Theby, T. Roy Barnes.

## Trama
Per soddisfare tutti i desideri di una moglie esigente, Brian Kent ruba una grossa somma dalla banca in cui lavora. Sopraffatto dal rimorso, l'uomo tenta poi il suicidio su una barca che va alla deriva in un fiume tumultuoso. La piccola imbarcazione, però, va a finire impigliata tra i rami dei salici lungo la riva e Brian incontra Judy, una ragazza che vive lì vicino e che gli presenta sua zia Sue. Quest'ultima, una gentile insegnante, ha una positiva influenza su Brian che, cercando di lasciarsi dietro il passato, diventa un altro uomo e comincia anche a scrivere un libro. Quando però si innamora di Betty Jo, suscita la gelosia di Judy, che riferisce al padre del suo passato poco esemplare. L'uomo informa la banca di dove si trovi Brian, ma zia Sue riesce a convincere il presidente della banca - un suo vecchio allievo - a non perseguirlo. La moglie, venuta per trovarlo, annega nel fiume e Brian ora è libero di iniziare una felice vita con Betty Jo.

## Produzione
Il 2 dicembre 1922, la rivista Camera riportava che Frank Lloyd avrebbe scritto la sceneggiatura e avrebbe diretto The Re-creation of Brian Kent. Il produttore Sol Lesser dichiarò che si sarebbe trattato del primo di una serie di nove film tratti dai romanzi di Harold Bell Wright, ognuno dei quali avrebbe avuto un budget di duecentocinquantamila dollari. Quando però il progetto del film andò in porto due anni più tardi, Frank Lloyd non ne faceva più parte.
Parte delle riprese in esterni vennero girate nella contea di Shasta, in California, lungo il fiume Pit e accanto alle cascate del Burney.

## Distribuzione
Non esiste la registrazione del copyright.

Distribuito dalla Principal Distributing, il film uscì nelle sale statunitensi il 15 febbraio 1925. Nel Regno Unito fu distribuito dalla Graham-Wilcox Productions nel maggio 1926 con il titolo The Shadow of His Sin. Presentato a Madrid il 22 gennaio 1931, in Spagna prese il titolo Por su honra.
Copia completa della pellicola si trova conservata negli archivi della Library of Congress di Washington.